# Старый Баясыт
Ста́рый Баясы́т или просто Баясы́т (укр. Старий Баясит, крымскотат. Eski Bayasıt, Эски Баясыт) — исчезнувшее село в Первомайском районе Республики Крым, располагавшееся на северо-западе района, в степной части Крыма, примерно в 2,5 километрах северо-западнее современного села Степное.

### Динамика численности населения
| - 1805 год — 81 чел. - 1864 год — 50 чел. - 1889 год — 88 чел. - 1892 год — 108 чел. | - 1900 год — 59 чел. - 1915 год — 90 чел. - 1926 год — 128 чел. - 1939 год — 135 чел. |

## История
Первое документальное упоминание села встречается в Камеральном Описании Крыма… 1784 года, судя по которому, в последний период Крымского ханства Беяхыт входил в Самарчик кадылык Перекопского каймаканства. После присоединения Крыма к Российской империи (8) 19 апреля 1783 года, (8) 19 февраля 1784 года, именным указом Екатерины II сенату, на территории бывшего Крымского ханства была образована Таврическая область и деревня была приписана к Евпаторийскому уезду. После павловских реформ, с 1796 по 1802 год входила в Акмечетский уезд Новороссийской губернии. По новому административному делению, после создания 8 (20) октября 1802 года Таврической губернии, Баясыт был включён в состав Джелаирской волости Евпаторийского уезда.
По Ведомости о волостях и селениях, в Евпаторийском уезде с показанием числа дворов и душ… от 19 апреля 1806 года в деревне Баясыт числилось 16 дворов, 79 крымских татар и 2 ясыров. На военно-топографической карте генерал-майора Мухина 1817 года деревня Баясты обозначена с 14 дворами. После реформы волостного деления 1829 года Базаут, согласно «Ведомости о казённых волостях Таврической губернии 1829 года» отнесли к Атайской волости (переименованной из Джелаирской). На карте 1836 года в деревне 12 дворов. Видимо, вследствие эмиграции крымских татар в Турцию, деревня заметно опустела и на карте 1842 года Баясыт обозначен условным знаком «малая деревня», то есть, менее 5 дворов.
В 1860-х годах, после земской реформы Александра II, деревню приписали к Биюк-Асской волости. Согласно «Памятной книжке Таврической губернии за 1867 год», деревня была покинута жителями, во время эмиграции крымских татар, особенно массовой в 1860—1866 годах, после Крымской войны 1853—1856 годов, в Турцию и вновь заселена татарами. В «Списке населённых мест Таврической губернии по сведениям 1864 года», составленном по результатам VIII ревизии 1864 года, Баясут — казённаяая татарская деревня, с 9 дворами, 50 жителями и мечетью при колодцахъ. По обследованиям профессора А. Н. Козловского 1867 года, вода в колодцах деревни была пресная, а их глубина достигала 15—20 саженей (31—42 м). На трехверстовой карте Шуберта 1865—1876 года в деревне Баясыт обозначено 13 дворов. В «Памятной книге Таврической губернии 1889 года», по результатам Х ревизии 1887 года, в деревне Баясут числился 21 двор и 108 жителей. Согласно «…Памятной книжке Таврической губернии на 1892 год», в деревне Баясыт, входившей в Азгана-Карынский участок, было 59 жителей в 12 домохозяйствах.
Земская реформа 1890-х годов в Евпаторийском уезде прошла после 1892 года, в результате Баясыт приписали к Коджанбакской волости.
По «…Памятной книжке Таврической губернии на 1900 год» в деревне, составлявшей Баясытское сельское общество, числилось 165 жителей в 20 дворах. По Статистическому справочнику Таврической губернии. Ч.II-я. Статистический очерк, выпуск пятый Евпаторийский уезд, 1915 год, в деревне Баясыт (вакуф) Коджамбакской волости Евпаторийского уезда числился 21 двор (все дворы безземельные) с татарским населением в количестве 90 человек приписных жителей, из которых 54 мужчины и 36 женщин. Жители землёй не владели, на вакуфе числилось 290 десятин удобной земли. В хозяйствах имелось 80 лошадей, 20 волов, 15 коров и 170 голов мелкого скота.
После установления в Крыму Советской власти, по постановлению Крымревкома от 8 января 1921 года № 206 «Об изменении административных границ» была упразднена волостная система и в составе Евпаторийского уезда был образован Бакальский район, в который включили село, а в 1922 году уезды получили название округов. 11 октября 1923 года, согласно постановлению ВЦИК, в административное деление Крымской АССР были внесены изменения, в результате которых округа были отменены, Бакальский район упразднён и село вошло в состав Евпаторийского района. Согласно Списку населённых пунктов Крымской АССР по Всесоюзной переписи 17 декабря 1926 года, в селе Баясыт Старый, Баясытского сельсовета Евпаторийского района, числилось 29 дворов, все крестьянские, население составляло 128 человек, все татары, действовала татарская школа, но какое из сёл (был ещё Баясыт Новый) было центром совета, из списка не ясно. Постановлением ВЦИК РСФСР от 30 октября 1930 года был создан Фрайдорфский еврейский национальный район (переименованный указом Президиума Верховного Совета РСФСР № 621/6 от 14 декабря 1944 года в Новосёловский) (по другим данным 15 сентября 1931 года) и Муний включили в его состав, а после разукрупнения в 1935-м и образования также еврейского национального Лариндорфского (с 1944 — Первомайский), село переподчинили новому району. По данным всесоюзная перепись населения 1939 года в селе проживало 135 человек. В последний раз Старый Баясыт встречается на километровой карте 1941 года.